# Thysanina
Genre
Thysanina est un genre d'araignées aranéomorphes de la famille des Trachelidae.

## Distribution
Les espèces de ce genre se rencontrent en Afrique australe et en Afrique de l'Est.

## Liste des espèces
Selon World Spider Catalog (version 26, 10/08/2025) :
- Thysanina absolvo Lyle & Haddad, 2006
- Thysanina capensis Lyle & Haddad, 2006
- Thysanina gracilis Lyle & Haddad, 2006
- Thysanina scopulifer (Simon, 1896)
- Thysanina serica Simon, 1910
- Thysanina similis Lyle & Haddad, 2006
- Thysanina transversa Lyle & Haddad, 2006

## Systématique et taxinomie
Ce genre a été décrit par Simon en 1910 dans les Clubionidae. Il est placé dans les Liocranidae par Brignoli en 1983, dans les Corinnidae par Bosselaers et Jocqué en 2000 puis dans les Trachelidae par Ramírez en 2014.

## Publication originale
- Simon, 1910 : « Arachnoidea. Araneae (II). Zoologische und anthropologische Ergebnisse einer Forschungsreise im Westlichen und zentralen Südafrikaa. » Denkschriften der Medicinisch-naturwissenschaftlichen Gesellschaft zu Jena, vol. 16, p. 175-218 (texte intégral).